# Hippeophyllum scortechinii
Hippeophyllum scortechinii es una especie de orquídea. Es originaria de Asia.

## Descripción
Es una orquídea de tamaño mediano, que crece con hábito de epífita con un tronco corto que lleva 4 a 6 hojas,  comprimidas lateralmente, lineales, agudas, colocadas en un ángulo agudo, las hojas bajas pequeñas y las superiores más grandes. Florece en una inflorescencia terminal, colgante de 50 cm  de largo cubierta densamente de muchas flores con brácteas lanceoladas y agudas y con flores no retorcidas.

## Distribución y hábitat
Se encuentra en Malasia, Borneo, Java, Sulawesi? y Sumatra, en las tierras bajas y bosques ribereños en los troncos de los árboles con musgo en elevaciones de alrededor de 50 metros.

## Propiedades
En Java los frutos de esta especie junto con las frutas (no necesariamente todas juntas) de Plocoglottis javanica, Bulbophyllum vaginatum; y Dendrobium crumenatum se hierven y el jugo se aplica en los oídos para sanar el dolor de los mismos.

## Taxonomía
Hippeophyllum scortechinii fue descrita por (Hook.f.) Schltr. y publicado en Die Flora der Deutschen Schutzgebiete in der Südsee 107. 1905.
Etimología
Hippeophyllum: nombre genérico
scortechinii: epíteto otorgado en honor del botánico Benedetto Scortechini.
Sinonimia
- Iridorchis scortechinii (Hook. f.) Kuntze
- Iridorkis scortechinii (Hook.f.) Kuntze
- Oberonia scortechinii Hook.f.[3][4]